# اتحادیه راگبی و آپارتاید
اتحادیه راگبی و آپارتاید (انگلیسی: Rugby union and apartheid) یک رابطه پیچیده‌ای داشتند. از سال ۱۹۴۸ تا ۱۹۹۴، روابط بین‌المللی راگبی با کشور و همچنین ماهیت غیریکپارچه راگبی در داخل آفریقای جنوبی اغلب جنجال‌برانگیز بود. آفریقای جنوبی یک عضو هیئت راگبی بین‌المللی در سراسر دوران آپارتاید باقی ماند.
”توقف تمام تورهای نژادپرستانه” در سال ۱۹۶۹ به‌منظور مخالفت با ادامه تورهای مسافرتی به و از آفریقای جنوبی تشکیل گردید. هرچند ارتباطات بعد از توافق ” گلن ایگلز” در سال ۱۹۷۷ محدود شد، هنوز تورهای جنجال‌برانگیزی در سال ۱۹۸۰ توسط تیم راگبی شیرهای بریتانیا و فرانسه و در سال ۱۹۸۴ توسط انگلیس وجود داشت. آفریقای جنوبی در سال ۱۹۸۱ نیوزلند را سیاحت کرد. آفریقای جنوبی در سالهای ۱۹۸۷ و ۱۹۹۱، از دو کاپ جهانی راگبی حذف گردید. تیمهای ورزشی نیوزلند به‌طور تصادفی به آفریقای جنوبی سفر کردند تا اینکه در سال ۱۹۷۰ تور راگبی ” همه سیاهان” به مائوری اجازه داد که تحت وضعیت قانونی ”سفیدهای افتخاری” قرار بگیرد.